# Marianne Sydow
Marianne Sydow (* 24. Juli 1944 in Altdöbern; † 2. Juni 2013 in Kloster Lehnin; geb. Bischoff, geschiedene Sydow, seit 1980 bürgerlich Marianne Ehrig) war eine deutsche Science-Fiction-Schriftstellerin. Sie veröffentlichte auch unter dem Pseudonym Garry McDunn.

## Leben
Sydow arbeitete als Telefonistin und Verkäuferin und veröffentlichte einzelne Science-Fiction-Heftromane im Zauberkreis Verlag unter dem Pseudonym Garry McDunn, bevor sie 1975 zum Pabel-Verlag kam. Hier schrieb sie zunächst für die Heftserien „TERRA ASTRA“ und „Atlan“, später dann auch – als erste Frau im Team – für die Perry-Rhodan-Serie. Für die Atlan-Serie schrieb sie außerdem lange Zeit die Exposés.
Aufgrund wiederholter Differenzen mit Teamkollegen und Mitarbeitern des Pabel-Moewig-Verlages (wie dieser inzwischen hieß), insbesondere wegen andauernder Konflikte mit dem damaligen Lektor Günter M. Schelwokat, schied sie 1992 – nicht ganz freiwillig – aus dem Perry-Rhodan-Team aus. In der Folge zog sie sich ins Privatleben zurück.
Nach dem Tod ihres zweiten Mannes Heinz-Jürgen Ehrig im Jahre 2003 war sie mit dem Erschließen der „Sammlung Ehrig“ beschäftigt, die über 130.000 Werke aus dem Bereich der phantastischen Literatur seit dem 18. Jahrhundert umfasst. Als Ergebnis ihrer Arbeit gab sie einen mehrbändigen Bestandskatalog heraus, der noch unvollendet ist. Mit ihrem Sohn Ralph von Sydow begann sie 2010 die Reprint-Edition der von 1908 bis 1912 erschienenen utopischen Heftromanserie „Der Luftpirat und sein lenkbares Luftschiff“.
Sydow lebte 25 Jahre lang in Berlin-Waidmannslust. Sie starb am 2. Juni 2013 nach kurzer schwerer Krankheit, ihr Tod wurde der Öffentlichkeit erst Ende Juni bekannt.